# 40. (slavonska) divizija (NOVJ)
40. (slavonska) divizija je bila partizanska divizija, ki je delovala v sklopu NOV in POJ v Jugoslaviji med drugo svetovno vojno.
Ustanovljena je bila 15. julija 1944.

## Sestava
- 16. mladinska brigada »Joža Vlahović«
- 18. slavonska brigada
- Virovitiška brigada